# Villaute
Villaute es una localidad situada en la provincia de Burgos, comunidad autónoma de Castilla y León (España), comarca de Odra-Pisuerga, ayuntamiento de Villadiego.

## Datos generales
En 2024, contaba con 19 habitantes. Situado 5 km al nordeste de la capital del municipio, Villadiego, junto a la carretera  BU-601  que, atravesando Brullés y ascendiendo el alto de Coculina, nos conduce a La Nuez de Arriba junto a la que pasa la  N-627 . En la vertiente sur de Peña Amaya y las Loras. Bañada por el río Brullés, afluente del Odra.

## Situación administrativa
Entidad Local Menor cuyo alcalde pedáneo es Alfonso Fernando López Martínez del Partido Popular.

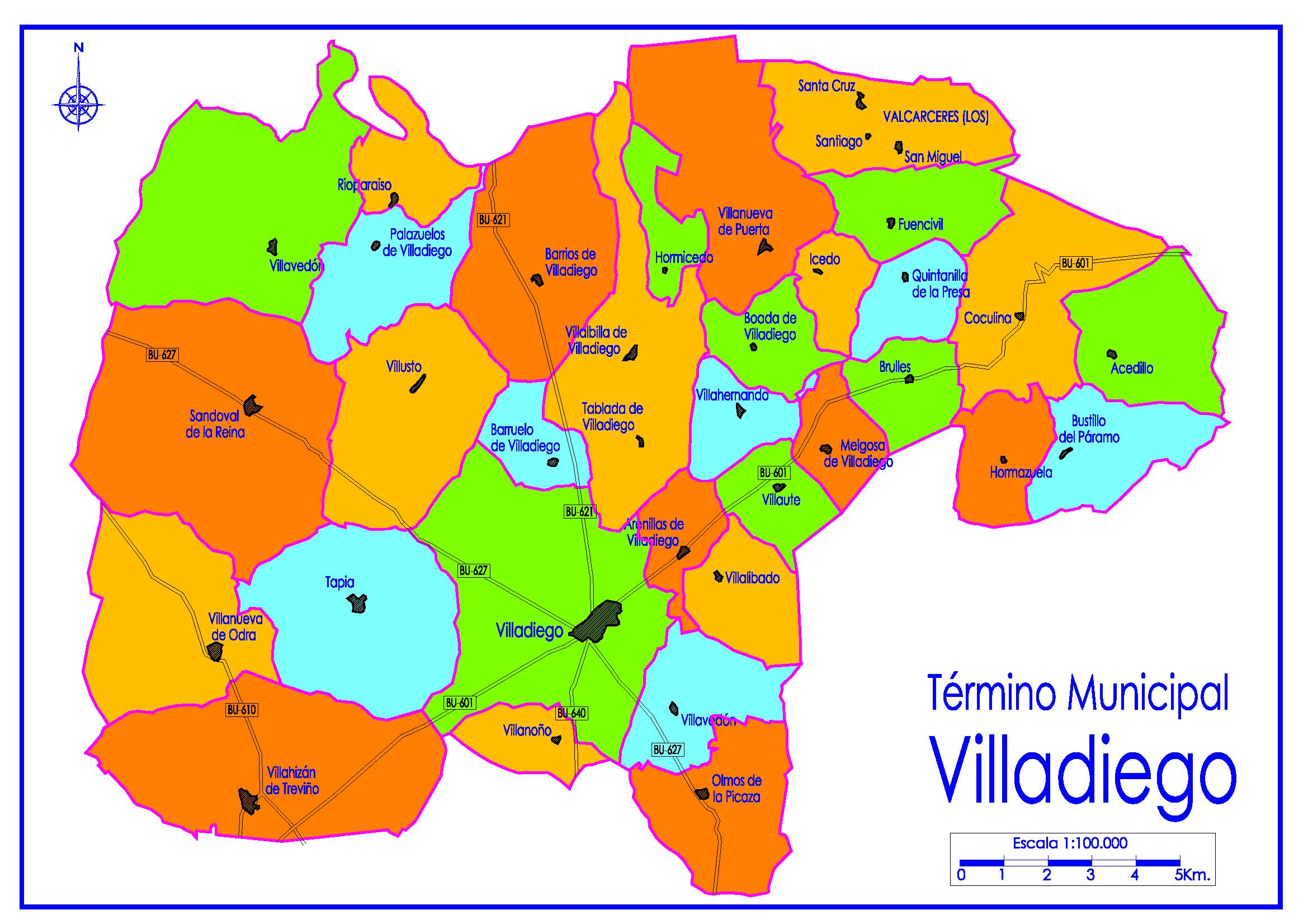
Mapa municipal de Villadiego

## Historia

### Época Romana
Por Villaute pasaba la vía romana de Segisamone a Flaviobriga, perteneciente a la red diverticula, del corredor de la Vía Romana de Italia a Hispania.

### Edad Media
Las primeras noticias ciertas del pueblo se remontan a 1208 en que don Esteban de Villaut firma como testigo en la escritura de una venta en Villahernando. En 1213 García Pétrez vende al abad Gonzalo, de Monasterio de Santa María la Real de Aguilar de Campoo, propiedades en Villahernando, Icedo, Melgosa, Boada y Villaute.
Hay dudas respecto a un documento anterior de 1121-1124, en que doña Apalla y su hijo adoptivo ceden a la catedral de Burgos la propiedad de Villaus, siendo más probable que se refiriera al, ahora, despoblado de Villaux, en Pedrosa del Páramo.
En 1243 en el testamento de doña Mayor Ordóñez, constan varios legados monetarios, ordenando, para hacer frente a los mismos, la venta de propiedades suyas en diversos pueblos, incluyendo Villaud.
En un documento del monasterio de Santa Cruz de Valcárcel de 1240, se cita a un tal Garci Peydrez de Villaut.
A mediados del siglo XIV (1352), según el Libro Becerro de las Behetrías en el que se le denomina Villa Ute, era lugar de behetría cuyos señores naturales eran los Sandoval y Garci González Barahona. El linaje de los Barahona o Varona estaba muy enraizado en el lugar y fue el que erigió la torre (siglo XV) que existe en el pueblo. Se indica en el Libro que pagaban cada año al rey por martiniega. Pagaban monedas y servicios pero no pagan yantar ni fonsadera. A los señores naturales pagaban infurción, según tuvieran un par de bueyes, uno solo o fuera mujer viuda.
En el siglo XVI tenía 12 vecinos y una pila (una parroquia), recibiendo, según la fuente consultada, el nombre de Villavete.
Lugar que formaba parte de la Cuadrilla del Condado, recibiendo en nombre de Villaute en el Partido de Villadiego, uno de los catorce que formaban la Intendencia de Burgos. Durante el periodo comprendido entre 1785 y 1833, tal como detalla el Censo de Floridablanca de 1787, consta que era jurisdicción de señorío secular, siendo su titular el Duque de Frías, quien nombraba alcalde pedáneo a propuesta del adelantado.

### Edad Moderna
En el censo de la matrícula catastral se denominaba Villasete y contaba con 17 hogares y 42 vecinos.
Madoz lo describe a mediados del siglo XIX como un lugar que forma ayuntamiento con Arenillas, Villahernando y Villalivado, en la provincia, audiencia territorial, capitanía general y diócesis de Burgos. Partido judicial de Villadiego. Clima frío. Tiene 26 casas y una iglesia parroquial (San Martín) servida por un cura párroco. El término confina, al norte con Melgosa y Villahernando, al este con Las Hormazas, al sur con Villalivado y al oeste con Arenillas. El terreno es poco fértil. Produce cereales y legumbres. Cría ganado lanar y vacuno. Población 17 vecinos, con 42 habitantes.  Contribución 1 519 reales con 5 maravedíes.
Entre el censo de 1857 y el anterior, este municipio desapareció al integrarse en el municipio de Arenillas de Villadiego. A su vez, el municipio de Arenillas de Villadiego, que incluía a Villalibado, se extingue en 1970 y se incorpora al de Villadiego.

## Patrimonio
Iglesia de San Martín Obispo Románica, con dos naves (dúplice) y dos ábsides casi iguales. Sillería. Ambas naves y ábsides se construyeron en dos momentos diferentes, finales del siglo XII la norte y principios del siglo XIII la sur, esta a imitación de la primera en un románico arcaizante. Tiene ventanales, chambrana ajedrezada, capiteles con aves y sirena pez de doble cola. Canecillos. Portada que debió ser desmontada de la iglesia primitiva y reconstruida en el muro sur al hacer la segunda nave. La espadaña es moderna. La ampliación de la iglesia se realizó, seguramente, por un aumento de la población local y la consiguiente necesidad de más espacio. Parte del paramento del ábside sur fue renovado en el siglo XVII.
Se supone que la inscripción E: N: CCXXXI, que se halla en un sillar de la pared norte, corresponde al año 1193, fecha que se considera la de la construcción de la nave norte, la más antigua.

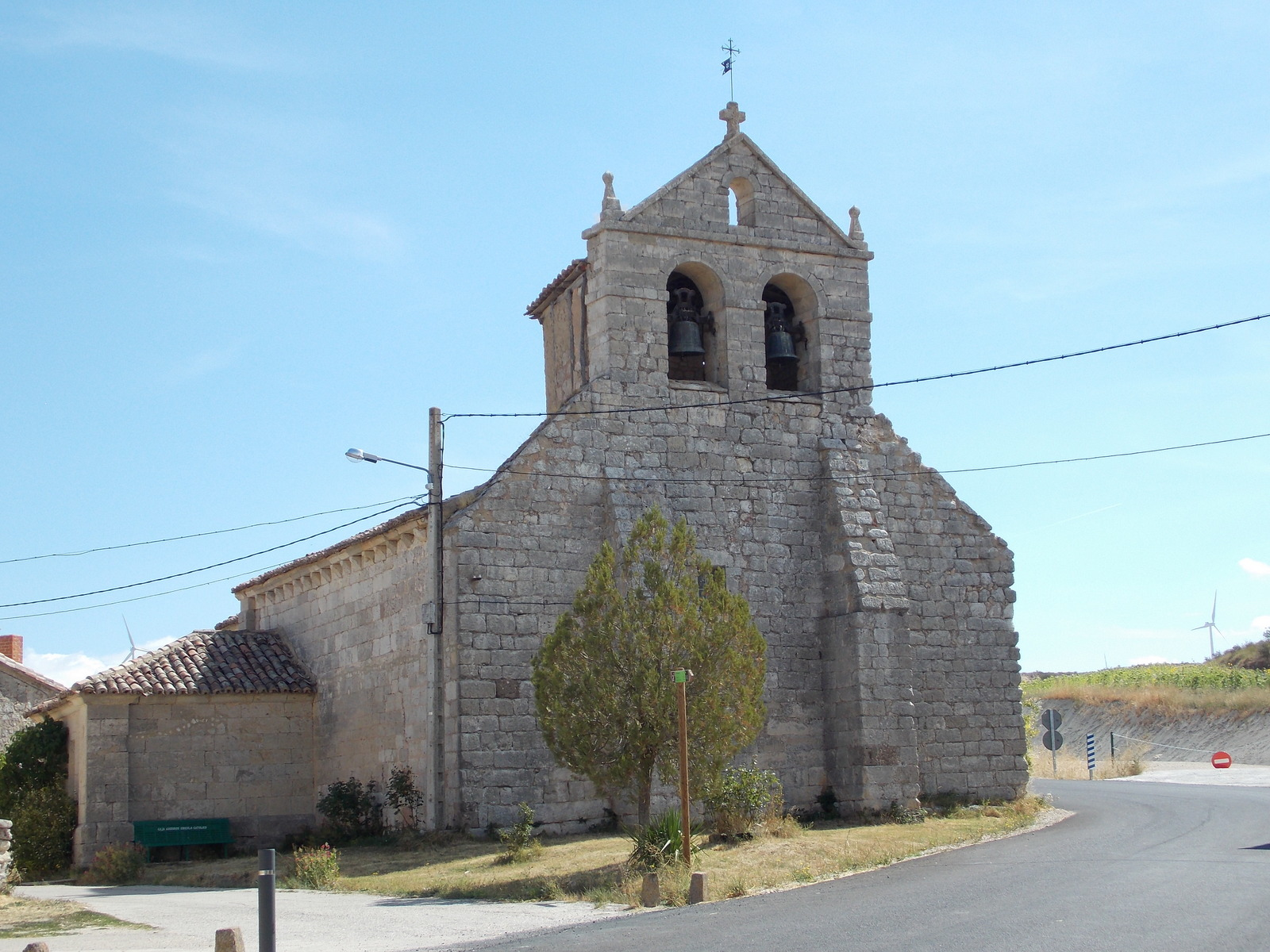
Iglesia de San Martín Obispo. Vista oeste.
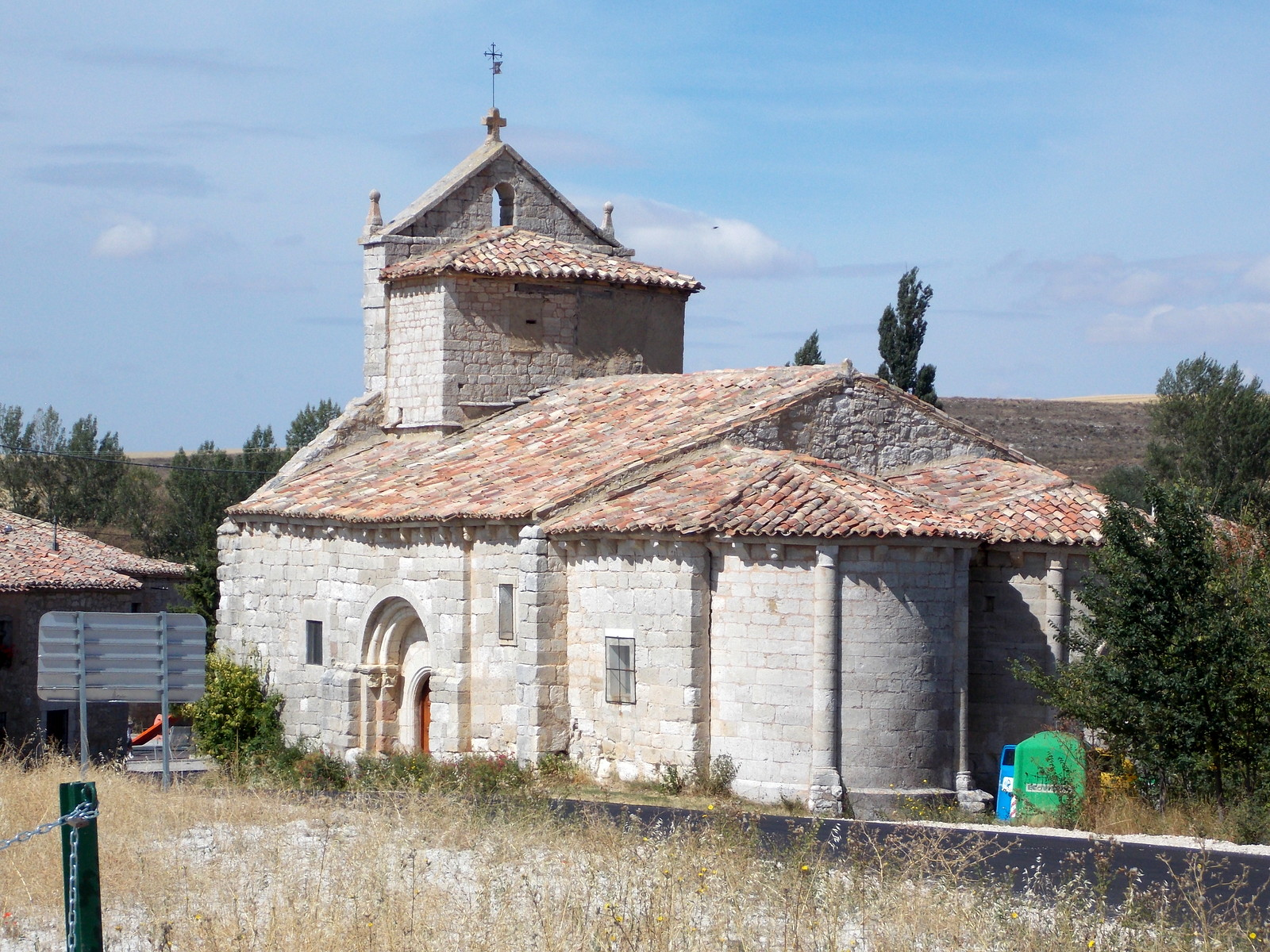
Vista este.
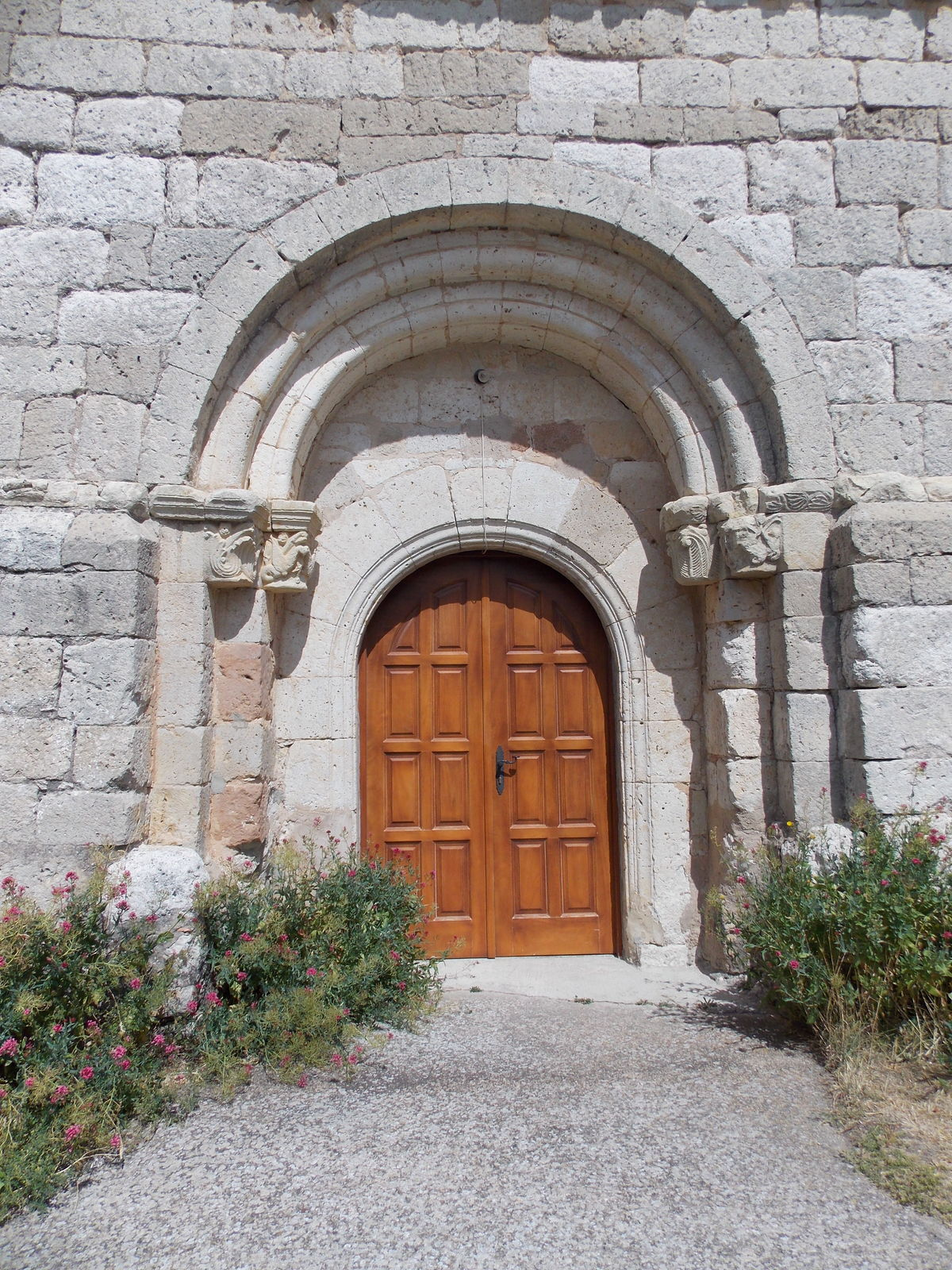
Portada.

Torre palacio Monumento nacional declarado el 22 de abril de 1949, BOE de 05/05/1949 (declaración genérica). Edificio tardomedieval. Se ubica en el núcleo del pueblo. Planta cuadrangular. Sillares. Ventanas de arco apuntado y saeteras. Balcón con arco de medio punto. Se accede a través de una casa adosada. La cubierta actual es un tejado a cuatro aguas. El edificio original ha sufrido varias modificaciones. En 1539 estaba vinculada al mayorazgo de los Barahona o Varona.

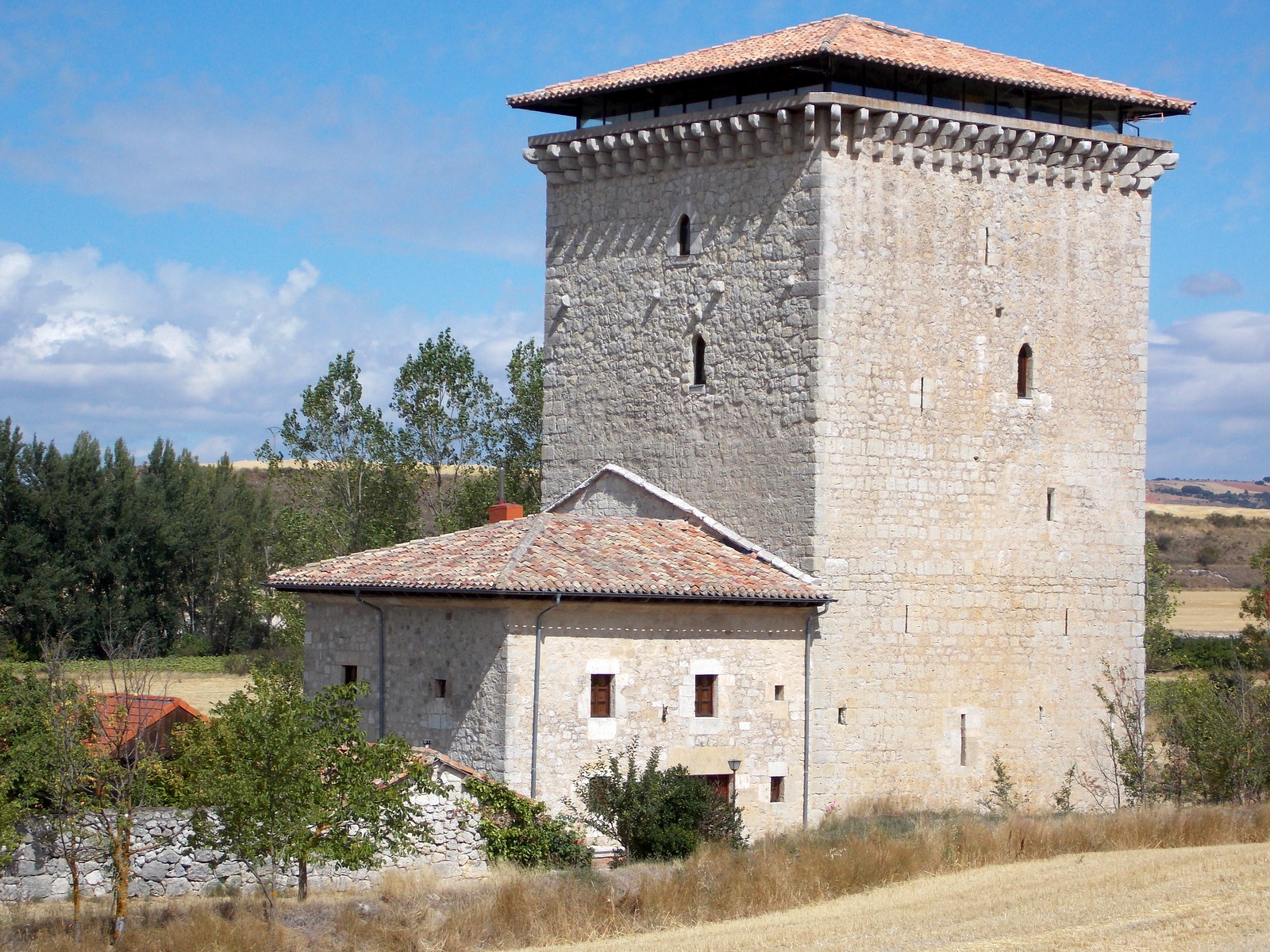
Torre palacio señorial de Villaute (Castillo)
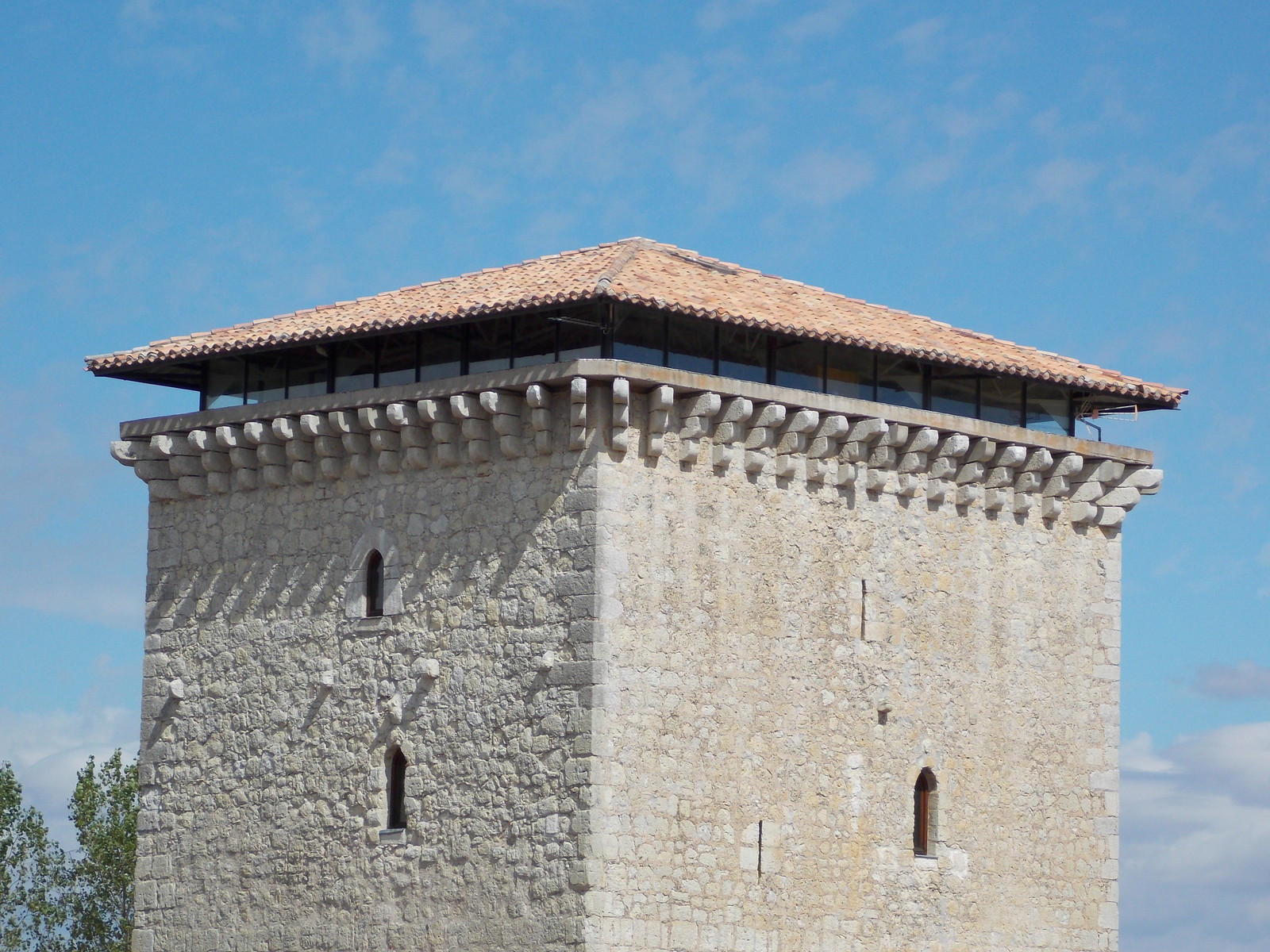
Torre palacio señorial de Villaute (Castillo)

## Personajes ilustres
- Anastasio González Rodríguez[16] (1914-1936), religioso franciscano, beatificado, junto con otros 498 víctimas de la persecución religiosa durante la guerra civil española, el 28 de octubre de 2007 en Roma[17] fue martirizado a la edad de 21 años en Consuegra donde estudiaba teología.

## Similitudes toponímicas
- Con el pueblo de Vilaüt, de la provincia de Gerona. Ambos pueblos son pequeños y poseen una torre medieval.
- Con el despoblado de Villaux, ubicado en el municipio de Pedrosa del Páramo, en la provincia de Burgos.

## Curiosidades
- A los naturales de Villaute se les conoce como los buitres.[18]

## Ocio
Fiesta patronal de San Martín ObispoEn noviembre.
Fiesta de Las Mercedes24 de septiembre. El día anterior había pasacalles por todo el pueblo. El día 24 por la mañana se recorría todo el pueblo y de casa en casa se tocaba una música corta y movida, y a los músiscos y mozos se les invitaba a una copita de orujo y galletas. Torneaban las campanas y había comidas, música, bailes, cohetes, confiteros y almendrero, con El Bote.
Ruta BTT Las LorasSeñalizada. 39,8 km. 460 m de desnivel acumulado.